# Peter Cook (cầu thủ bóng đá Anh)
Peter Henry Cook (1 tháng 2 năm 1927 – 1960) là một cầu thủ bóng đá người Anh.
Ông từng thi đấu cho Kingston Wolves, Hull City, Scarborough, Bradford City và Crewe Alexandra.